# Кам'янка (Липовецький район)
Кам'янка — колишнє село в Україні, підпорядковувалося Липовецькій селищній раді в Липовецькому районі Вінницької області. Рішенням виконавчого комітету Вінницької обласної ради від 11 грудня 1987 року село Кам'янка було приєднане до смт Липовця (нині місто). Таким чином Кам'янка стала окремим мікрорайоном Липовця.
У селі була церква Різдва Богородиці, що була збудована у 1748 р.
У 1994 році на кам'янецькому кладовищі за рахунок місцевого бюджету встановлено камінний пам'ятник жертвам Голодомору.
За радянських часів була побудована школа. Нині це школа І-ІІ ст. Проте через малу кількість учнів влада порушила питання про її закриття.
У цей час школа вже закрита та вирішується питання про її будівлю. та там живе багато родичів

## Персоналії
- Ковбасюк Олександр Дмитрович - кавалер Ордена Слави